# TNNI3
TNNI3 (англ. Troponin I3, cardiac type) – білок, який кодується однойменним геном, розташованим у людей на короткому плечі 19-ї хромосоми. Довжина поліпептидного ланцюга білка становить 210 амінокислот, а молекулярна маса — 24 008.
| 10         |  | 20         |  | 30         |  | 40         |  | 50         |
| ---------- |  | ---------- |  | ---------- |  | ---------- |  | ---------- |
| MADGSSDAAR |  | EPRPAPAPIR |  | RRSSNYRAYA |  | TEPHAKKKSK |  | ISASRKLQLK |
| TLLLQIAKQE |  | LEREAEERRG |  | EKGRALSTRC |  | QPLELAGLGF |  | AELQDLCRQL |
| HARVDKVDEE |  | RYDIEAKVTK |  | NITEIADLTQ |  | KIFDLRGKFK |  | RPTLRRVRIS |
| ADAMMQALLG |  | ARAKESLDLR |  | AHLKQVKKED |  | TEKENREVGD |  | WRKNIDALSG |
| MEGRKKKFES |  |            |  |            |  |            |  |            |

A: Аланін

C: Цистеїн

D: Аспарагінова кислота

E: Глутамінова кислота

F: Фенілаланін

G: Гліцин

H: Гістидин

I: Ізолейцин

K: Лізин

L: Лейцин

M: Метіонін

N: Аспарагін

P: Пролін

Q: Глутамін

R: Аргінін

S: Серин

T: Треонін

V: Валін

W: Триптофан

Кодований геном білок за функціями належить до м'язових білків, фосфопротеїнів. 
Задіяний у такому біологічному процесі, як ацетилювання. 
Білок має сайт для зв'язування з молекулою актину, іонами металів, іоном кальцію. 